# 夜に駆ける
「夜に駆ける」（よるにかける）は、日本の音楽ユニットYOASOBIの楽曲。配信限定シングルとしては2019年12月15日にリリースされた。

## リリースと背景
小説を音楽にするユニット「YOASOBI」として初の作品。小説投稿サイトmonogatary.comに投稿された星野舞夜の小説『タナトスの誘惑』を原作として作詞・作曲された。ジャケットデザインは、ミュージックビデオも手がけた藍にいなが担当している。
制作秘話として、コンポーザーのAyaseは「YOASOBIの一発目の曲で、デビュー曲ということもあるし、小説を音楽にするっていう新しい試みの第1弾だった」こともあり、デモ音源を20曲から30曲ほど作るなどして3カ月の時間を要したと語っている。
また、大ヒット楽曲としては製作費が非常に安いことも特徴で、「『夜に駆ける』の作曲にかかったお金はゼロ円で、実際にギターが弾ける友達に高田馬場のカラオケボックスで夜な夜な弾いてもらって作ったので、そういうの込み込みで総製作費3000円ぐらいなのかな」と語っている。

## チャート成績
2019年11月16日に同曲のミュージックビデオをAyaseのYouTubeチャンネルにて公開し、公開から1カ月で100万回再生を突破。翌年の春頃にはTikTokでカバー動画やダンス動画が流行するなど、SNS上で話題となったほか、同曲がSpotifyのバイラルトップ50（日本、2020年1月）やLINE MUSICの月間ランキング（2020年4月）で1位となった。全世界のランキングであるSpotify「バイラルトップ50（グローバル）」でも6位となり、香港や台湾、インドネシア、シンガポール、マレーシア、インドなど各国のチャートにもランキング入りした。
2020年5月15日にはTHE FIRST TAKEにボーカルのikuraが出演し、同曲のオリジナルアレンジを一発撮りパフォーマンスした。その後、5月18日〜5月24日に集計された2020年6月1日付のオリコン週間合算シングルランキング、Billboard JAPAN Hot 100共に1位を獲得。この集計期間には地上波テレビ番組などへのメディア露出もあり、ミュージックビデオの再生回数やストリーミング再生数が急伸した。
2020年12月4日にBillboard JAPANが発表した2020年の年間ランキングにおいて、総合楽曲チャート「Billboard Japan Hot 100」の年間首位を獲得し、チャート開始以来初めて、シングルCDをリリースせずに年間首位を獲得した楽曲となった。
2025年4月28日の日本レコード協会リリースにて、ストリーミングでの10億回再生（ダブル・ダイヤモンド）認定が発表された。

### 認定と売上
|                                | 認定 (RIAJ)          | 売上/再生回数        |
| ------------------------------ | -------------------- | -------------------- |
| ダウンロード                   | トリプル・プラチナ   | 971,000 DL           |
| ストリーミング                 | ダブル・ダイヤモンド | 1,000,000,000 回再生 |
| *認定のみに基づく売上/再生回数 |                      |                      |

## ミュージック・ビデオ
夜に駆ける
アニメーション：藍にいな
公開当時東京藝術大学に在学中であったクリエイター・藍にいなによる繊細かつセンセーショナルな表現のアニメーションとなっている。
2019年11月16日にYouTubeで公開され、2020年10月21日には1億回再生を突破した。

## 原作小説
「夜に駆ける」の原作小説は星野舞夜による小説『タナトスの誘惑』『夜に溶ける』である。2019年7月13日に双葉社とソニー・ミュージックエンタテインメントが運営する小説投稿サイト「monogatary.com」に投稿され、monogatary.comが開催していたモノコン2019でソニーミュージック賞を受賞している。
同作を作るにあたって、星野舞夜は自殺願望がある女の子や幻覚が見えるという設定がある昔好きだったドラマを参考にしたと言っている。タイトルに用いられている「タナトス」はギリシャ神話では「死神」を表し、精神科医ジークムント・フロイトの用語では「死への誘惑」を表すため、そのまま意味をとると「死への誘いこみ」という意味として捉えることができる。

### あらすじ
死に対する欲動「タナトス」に魅せられた彼女から「さよなら」のLINEが送られてきた男性を主人公として、飛び降り自殺をはかる「彼女」を止めようと揺れる主人公の気持ちを描いている。

## 受賞
2021年10月29日に発表されたMTVが表彰する『MTV Video Music Awards Japan 2020』において、最優秀楽曲賞（Song of the Year）を受賞した。

## テレビ出演
2020年12月31日放送の第71回NHK紅白歌合戦へ初出場を果たし、埼玉県の角川武蔵野ミュージアム内の本棚劇場から披露し、これがテレビ番組での初パフォーマンスともなった。翌月には2021年1月22日放送のミュージックステーションにも同曲で初出演となった。

## Into The Night
「Into The Night」（イントゥ・ザ・ナイト）は、日本の音楽ユニットYOASOBIの楽曲。配信限定シングルとして10th配信シングル「三原色」と同時に配信限定リリースされた。

## 夜に駆ける - From THE FIRST TAKE
「夜に駆ける - From THE FIRST TAKE」（よるにかける - フロム ザ ファースト テイク）は、日本の音楽ユニットYOASOBIの楽曲。配信限定シングルとして2023年9月21日にリリースされた。
音源は、2020年5月15日にYouTubeチャンネル「THE FIRST TAKE」にてikuraが歌唱したもの。2023年9月に「夜に駆ける」が日本初のストリーミング10億回再生を突破したことを記念して開催された「夜駆十億」企画の一環として、配信リリースされた。

## カバー
- Ayase feat.初音ミク - Ayaseの1stアルバム『幽霊東京』収録曲[44]。タワーレコードにて限定販売された2ndアルバム『MIKUNOYOASOBI』にも収録されているが、こちらは幽霊東京に収録されたものとは音源が異なる[45]。
- 森内寛樹 - カバーアルバム『Sing;est』に収録された[46]。
- Pastel*Palettes【丸山彩（前島亜美）】 - 2021年3月16日にゲーム『バンドリ! ガールズバンドパーティ!』に追加収録され[47]、同年11月10日発売のアルバム『バンドリ！ ガールズバンドパーティ！ カバーコレクション Vol.6』でCDに初収録された[48]。
- プロジェクトセカイ カラフルステージ! feat. 初音ミク - 2021年5月1日にゲーム『プロジェクトセカイ カラフルステージ! feat.初音ミク』とAyaseのタイアップ企画の一環として、宵﨑奏（楠木ともり）×初音ミクVer.が追加。また、アナザーボーカルとして星乃一歌（野口瑠璃子）、日野森雫（本泉莉奈）、小豆沢こはね（秋奈）、草薙寧々（Machico）、宵﨑奏の全5種が実装され[49]、2022年4月6日発売のアルバム『25時、ナイトコードで。 SEKAI ALBUM vol.1』に、宵﨑奏（楠木ともり）×初音ミクVer.が収録された[50][51]。
- 岩佐美咲 - 2022年5月25日のシングル『アキラ（特別盤A）』に収録された[52]。
- 山下誠一郎 - 2022年7月27日発売のアルバム『[Re:collection] HIT SONG cover series feat.voice actors 〜10's-20's EDITION〜』に収録された[53]。
- 島津亜矢 - 2023年1月18日発売のアルバム『SINGER8』収録された[54]。
- あんさんぶるスターズ!! - 2023年3月24日に「COVER SONG SERIES」の一環として、ALKALOID[メンバー 1] & Double Face[メンバー 2]がカバーしたものが配信シングルとしてリリースされた[55]。

## タイアップ
2023年12月25日から2024年1月7日まで開催のABEMA「年末年始はアベマでヨアソビ」キャンペーンの公式テーマソングとして本楽曲が使用された。
2024年3月12日から全国で放送された日本マクドナルドの「夜マック店長／夜にかける」篇CMソングとして本楽曲が使用された。

## 音楽ゲームへの収録
- バンダイナムコ『太鼓の達人』- 2020年9月16日に収録された[58]。
- KONAMI『ノスタルジア』- カバー音源が2021年7月15日に収録された[59]。
- maimaiシリーズ『maimai でらっくす UNiVERSE』 - 稼働初日となる2021年9月16日に収録された[60]。
- チュウニズムシリーズ『CHUNITHM NEW』 - 稼働初日となる2021年11月4日に収録された[61]。

## YouTubeによる規制について
2021年5月頃から、本楽曲がYouTube上で規制対象にされている。原因は原作小説が自殺を扱う作品であり、また本楽曲及びそのMVもそれを再現したものであるという事が考えられている。5月31日に一旦は解除されたものの、7月上旬頃再び規制され、英語版の「Into The Night」も同様に規制対象にされている。

### ユニットメンバー
1. ↑  天城一彩（梶原岳人）、白鳥藍良（天﨑滉平）、礼瀬マヨイ（重松千晴）、風早巽（中澤まさとも）
2. ↑  三毛縞斑（鳥海浩輔）、桜河こはく（海渡翼）